# Таватуй (селище)
Тавату́й (рос. Таватуй) — селище у складі Нев'янського міського округу Свердловської області.
Населення — 439 осіб (2010, 568 у 2002).
До 12 жовтня 2004 року селище мало статус селища міського типу.